# Retable Montini
Le  retable Montini (en italien : Pala Montini) est une peinture à huile sur bois, réalisée par Cima da Conegliano vers  1506 - 1507, conservée à la Galerie nationale de Parme en Italie. 

## Histoire
Le retable a été réalisé pour le Dôme de Parme.

## Thème
Conformément à l'iconographie chrétienne, Il s'agit d'une Conversation sacrée, c'est-à-dire une Vierge à l'Enfant trônant et entourée de figures saintes et des commanditaires.

## Description
La Vierge Marie est assise sur un haut trône de pierre aux panneaux de marbre chiqueté sur fond d'une ouverture encadrée de deux colonnes à chapiteaux ouvrant vers une abside en creux décorée d'une mosaïque du Christ présentant le livre ouvert entouré de deux saints ; elle lève sa main sur les saints Côme et Damien à genoux placés à gauche, à côté de saint Jean baptiste. 
À droite, l'Enfant fait le signe de bénédiction vers les saintes Catherine d'Alexandrie et probablement Marie Madeleine ainsi que saint Jean Apôtre portant son évangile.
En bas assis sur une marche du piédestal se trouve un ange musicien aux accents belliniens.

## Analyse
La scène est largement architecturale à corniches et voûte décorées amplement de panneaux imitant le marbre en référence à l'Antique, comme le sommet du dossier du trône à plantes à volutes. Seule la mosaïque évoque le style byzantin.